# Miroslav Radman
Miroslav Radman (Split, 30. april 1944) hrvatski je biolog i akademik. Radman je član Francuske akademije nauka, Evropske akademije nauka i umetnosti, Svetske akademije nauka i Evropske organizacije za molekularnu biologiju (EMBO).

## Biografija
Diplomirao je na Prirodoslovno-matematičkom fakultetu u Zagrebu, a doktorirao je na univerzitetu u Briselu. Postdoktorske studije je nastavio u Francuskoj i SAD-u. Zvanje vanrednog profesora dobio je od 1972. godine, a redovnog profesor genetike na briselskom univerzitetu 1988. Godine 2002. postaje punopravni član Francuske akademije nauka.  Savetnik je premijera Republike Hrvatske za nauku i direktor MedILS-a, jedinstvenog instituta u Splitu koji okuplja istaknute naučnike u Hrvatskoj.
Radmanova je specijalnost popravak DNK; 1974. je otkrio SOS odgovor. Profesor je citologije na pariskom Medicinskom fakultetu (Faculté de Médecine - Necker, Université Paris V) i direktor Laboratorije za evolucionu i molekularnu genetiku Instituta Neker u Parizu. Takođe je i saosnivač Mediteranskog instituta za istraživanje života.
Godine 2006. je s još tri hrvatska naučnika (Ksenija Zahradka, Dea Slade i Mirjana Petranović) otkrio proces koji bakteriji Deinococcus radiodurans omogućava samoobnavljanje.
Dana 13. marta 2008. godine, naučni tim predvođen Miroslavom Radmanom dokazao je seksualni život bakterija. Rad je objavljen kao originalni doktorski rad naučnika Ane Babić u časopisu 'Sajens' (Science).
Objavio je 177 radova, opisao 25 originalnih otkrića citiranih više hiljada puta, te je dobitnik 12 svetskih nagrada. U Jutarnjem listu je izabran za vodećeg hrvatskog intelektualca.

## Spoljašnje veze
- Nadam se genetskoj sreći kao Vinston Čerčil („Politika“, 16. jun 2013)